# Peter Jay and the Jaywalkers
Peter Jay and the Jaywalkers est un groupe de beat instrumental britannique du début des années 1960. Son plus gros succès, Can Can 62, entre dans le UK Singles Chart en 1962. Le groupe tourne avec les Beatles et les Rolling Stones avant de se séparer en 1966.

## Origines et carrière
Le groupe est formé vers 1960 par Peter Jay (né le 29 janvier 1944 à Southgate, au nord de Londres, en Angleterre) pendant ses études au Norwich College. Son père, Jack Jay, possède et gère le Windmill Theatre et plusieurs cinémas et discothèques à Great Yarmouth, Norfolk, Angleterre. Autour de Peter à la batterie, le groupe est constitué de Pete "Buzz" Miller, Tony Webster (guitare rythmique), Mac McIntyre (sax ténor et flûte), Lloyd Baker (piano et sax baryton), Geoff Moss (guitare basse) et Johnny Larke (guitare basse). À partir de 1962, le groupe se fait remarquer pour son utilisation sur scène de guitares Vox Phantom coordonnées[réf. souhaitée].
Peter Jay and the Jaywalkers signent un contrat avec Decca Records en 1962. Leur premier enregistrement, une version rock du cancan d'Offenbach de Orphée aux Enfers, produit par Joe Meek dans les studios de Decca à Hampstead et intitulé Can Can 62, s'élève à la 31e place dans le palmarès des singles au Royaume-Uni en novembre 1962. Decca publie plusieurs autres singles en 1963 et 1964, mais aucun ne devient un hit,. 
Le groupe remplace le temps d'un spectacle les Beatles une nuit en février 1963 lorsque ceux-ci s'absentent pour enregistrer leur premier album à Londres. Les Beatles le choisissent comme première partie pour leur tournée au Royaume-Uni de novembre et décembre 1963. Ils apparaissent dans des émissions de télévision nationales, notamment Ready Steady Go! et Thank Your Lucky Stars.
Le groupe quitte Decca pour Piccadilly Records en 1964, avec qui il sort plusieurs autres singles, sans davantage de succès commercial. Pete Miller quitte ses comparses en 1965 et est remplacé par le guitariste Terry Reid. Après d'autres changements dans l'équipe, la formation renommée Peter Jay and the New Jaywalkers continue à apparaître sur les affiches avec les principaux groupes de l'époque et se produit notamment en 1966 dans une tournée britannique avec les Rolling Stones, Ike et Tina Turner et les Yardbirds. Elle se sépare ensuite.

## Activités ultérieures
À la fin des années 1970, Peter Jay et son père achètent l'hippodrome de Great Yarmouth et le transforment en salle de théâtre et en cirque avec une zone de spectacle circulaire qui peut être abaissée pour révéler une piscine. En 1983 il reprend le bail du Tower Circus à Blackpool. Il publie une autobiographie, Jaywalking,.
Pete Miller entame une carrière solo, sortant le single Baby I Got News for You en 1965, avec le soutien de Peter Frampton et d'autres membres de The Herd. Il écrit des chansons et travaille comme musicien de session, avant de réapparaître sous le nom de Big Boy Pete au début de l'année 1968 avec le single Cold Turkey, un morceau souvent cité dans les anthologies comme un exemple de freakbeat et repris notamment par The Damned. Il déménage à San Francisco au milieu des années 1970, où il enregistre avec un nouveau groupe, les Wildcats, et collabore au projet Shig & Buzz. 
Terry Reid a poursuivi une carrière solo, devenant chanteur, auteur-compositeur et guitariste[réf. souhaitée].

## Anecdote
En 1962, David Jones, le pas encore David Bowie, prend successivement les noms de scène fugaces de Luther Jay, Alexis Jay et Dave Jay, pseudonymes inspirés par le groupe qu'il estime être « un des deux seuls groupes anglais qui y connaissent quelque chose en saxophone ».